# Degener & Co

Logo

Degener & Co. ist ein Fachverlag für Genealogie, Heraldik und Geschichte mit Sitz in Insingen bei Rothenburg ob der Tauber. Er wurde 1910 in Leipzig von Herrmann A. L. Degener gegründet und war bis 2005 in Neustadt an der Aisch, nachfolgend in Insingen ansässig.

## Verlagsprogramm
Zum Verlagsprogramm gehören Schriftenreihen und Bücher zu den Themen Genealogie, Heraldik, Allgemeine Geschichte, bayerische, fränkische und schlesische Landesgeschichte, Kirchengeschichte, Kunstgeschichte sowie entsprechende Bibliografien und Lexika mit etwa 1.000 Titeln in über 50 Reihen sowie zahlreiche Einzelwerke.
Zu den bekanntesten Reihen gehören das genealogische Sammelwerk Deutsches Familienarchiv, das Genealogische Jahrbuch, die Schlesischen Lebensbilder, die deutsche Zeitschrift für Familienkunde Genealogie und die Familienkundlichen Nachrichten (FaNa) mit privaten Suchanzeigen. Früher erschienen im Verlag u. a. die genealogischen Fachzeitschriften Mitteldeutsche Familienkunde (bis 1992, danach Zeitschrift für mitteldeutsche Familiengeschichte) der AMF und Ostdeutsche Familienkunde (bis 2009, jetzt Zeitschrift für Ostdeutsche Familiengeschichte) der AGoFF.

## Verlagsgruppe
Zur Verlagsgruppe gehören:
- Degener & Co., gegründet 1910 in Leipzig
- Bauer & Raspe, Verlag der Siebmacherschen Wappenbücher seit 1604
- Heinz-Reise-Verlag, vormals Göttingen